# Felise Kaufusi

a Compétitions nationales et continentales officielles uniquement.

b Matchs officiels uniquement.
Felise Kaufusi, né le 19 mai 1992 à Auckland (Nouvelle-Zélande), est un joueur de rugby à XIII australien d'origine tongienne évoluant au poste de pilier, de deuxième ligne ou de troisième ligne. Il fait ses débuts en National Rugby League (« NRL ») avec le Storm de Melbourne lors de la saison 2015 et y remporte la NRL en 2017. Enfin il a également été appelé sélection des Tonga entre 2015 et 2017 puis en sélection d'Australie dans le cadre de la Coupe du monde 2017 qu'il remporte.

## Biographie
Il est le frère d'Antonio Kaufusi et de Patrick Kaufusi.

## Palmarès
- Collectif :
  - Vainqueur de la Coupe du monde : 2017 (Australie).
  - Vainqueur du World Club Challenge : 2018 (Melbourne).
  - Vainqueur du State of Origin : 2020 et 2022 (Queensland).
  - Vainqueur de la National Rugby League : 2017 et 2020 (Melbourne).
  - Finaliste de la National Rugby League : 2016 et 2018 (Melbourne).

### En sélection

#### Coupe du monde
| Édition        | Rang      | Résultats pays | Résultats Kaufusi | Matchs Kaufusi |
| -------------- | --------- | -------------- | ----------------- | -------------- |
| Australie 2017 | Vainqueur | 6 v, 0 n, 0 d  | 2 v, 0 n, 0 d     | 2/6            |

#### Détails en sélection
| Matchs internationaux de Felise Kaufusi | Matchs internationaux de Felise Kaufusi | Matchs internationaux de Felise Kaufusi | Matchs internationaux de Felise Kaufusi | Matchs internationaux de Felise Kaufusi | Matchs internationaux de Felise Kaufusi | Matchs internationaux de Felise Kaufusi | Matchs internationaux de Felise Kaufusi | Matchs internationaux de Felise Kaufusi | Matchs internationaux de Felise Kaufusi | Matchs internationaux de Felise Kaufusi | Matchs internationaux de Felise Kaufusi |
|                                         | Date                                    | Adversaire                              | Résultat                                | Compétition                             | Poste                                   | Points                                  | Essais                                  | Pen.                                    | Drops                                   |                                         |                                         |
| --------------------------------------- | --------------------------------------- | --------------------------------------- | --------------------------------------- | --------------------------------------- | --------------------------------------- | --------------------------------------- | --------------------------------------- | --------------------------------------- | --------------------------------------- | --------------------------------------- | --------------------------------------- |
| sous les couleurs des Tonga             |                                         |                                         |                                         |                                         |                                         |                                         |                                         |                                         |                                         |                                         |                                         |
| 1.                                      | 2 mai 2015                              | Samoa                                   | 16-18                                   | Amical                                  | Remplaçant                              | -                                       | -                                       | -                                       | -                                       |                                         |                                         |
| 2.                                      | 7 mai 2016                              | Samoa                                   | 6-18                                    | Amical                                  | Pilier                                  | -                                       | -                                       | -                                       | -                                       |                                         |                                         |
| 3.                                      | 6 mai 2017                              | Fidji                                   | 26-24                                   | Amical                                  | Deuxième ligne                          | -                                       | -                                       | -                                       | -                                       |                                         |                                         |
| sous les couleurs de l'Australie        |                                         |                                         |                                         |                                         |                                         |                                         |                                         |                                         |                                         |                                         |                                         |
| 1.                                      | 3 novembre 2017                         | France                                  | 52-6                                    | Coupe du monde                          | Remplaçant                              | -                                       | -                                       | -                                       | -                                       |                                         |                                         |
| 2.                                      | 11 novembre 2017                        | Liban                                   | 34-0                                    | Coupe du monde                          | Troisième ligne                         | -                                       | -                                       | -                                       | -                                       |                                         |                                         |
| 3.                                      | 13 octobre 2018                         | Nouvelle-Zélande                        | 24-26                                   | Amical                                  | Deuxième ligne                          | 4                                       | 1                                       | 0                                       | 0                                       |                                         |                                         |
| 4.                                      | 20 octobre 2018                         | Tonga                                   | 34-16                                   | Amical                                  | Deuxième ligne                          | 0                                       | 0                                       | 0                                       | 0                                       |                                         |                                         |

### En club

#### Statistiques
| Saison | Club            | Compétition           | Matchs | Points | Essais | Goals | Drops |
| ------ | --------------- | --------------------- | ------ | ------ | ------ | ----- | ----- |
| 2015   | Melbourne Storm | National Rugby League | 17     | 8      | 2      | -     | -     |
| 2016   | Melbourne Storm | National Rugby League | 21     | 16     | 4      | -     | -     |
| 2017   | Melbourne Storm | National Rugby League | 27     | 36     | 9      | -     | -     |
| 2018   | Melbourne Storm | National Rugby League | 21     | 20     | 1      | -     | -     |
| 2019   | Melbourne Storm | National Rugby League | 25     | 4      | 1      | -     | -     |
| 2020   | Melbourne Storm | National Rugby League | 21     | 8      | 2      | -     | -     |
| 2021   | Melbourne Storm | National Rugby League | 20     | 12     | 3      | -     | -     |
| 2022   | Melbourne Storm | National Rugby League | 20     | 12     | 3      | -     | -     |
| 2023   | Dolphins        | National Rugby League | -      | -      | -      | -     | -     |